# Pedaliodes takahashii
Pedaliodes takahashii är en fjärilsart som beskrevs av Adams och Bernard 1977. Pedaliodes takahashii ingår i släktet Pedaliodes och familjen praktfjärilar. Inga underarter finns listade i Catalogue of Life.